# 고토 다로
고토 다로(일본어: 後藤 太郎, 1969년 12월 24일 ~ )는 일본의 전 축구 선수이다.

## 구단 경력
1992년 J1리그의 나고야 그램퍼스 에이트에 입단했다. 1995년까지 45경기에 출전하여, 7득점을 넣었다. 1995년 J1리그의 제프 유나이티드 이치하라로 이적했다. 1997년 재팬 풋볼 리그의 사간 도스로 이적했다. 1998년후 현역 은퇴.